# André Moritz
André Francisco Moritz (ur. 6 sierpnia 1986 we Florianópolis, Brazylia) – brazylijski piłkarz występujący na pozycji ofensywnego pomocnika. Zawodnik posiada także obywatelstwo włoskie.

## Statystyki kariery
| Sezon   | Klub               | Kraj   | Rozgrywki    | Mecze | Bramki |
| ------- | ------------------ | ------ | ------------ | ----- | ------ |
| 2007/08 | Kasımpaşa SK       | Turcja | Süper Lig    | 20    | 4      |
| 2008/09 | Kasımpaşa SK       | Turcja | TFF 1. Lig   | 20    | 3      |
| 2009/10 | Kasımpaşa SK       | Turcja | Süper Lig    | 21    | 9      |
| 2010/11 | Kayserispor        | Turcja | Süper Lig    | 21    | 2      |
| 2011/12 | Mersin İdman Yurdu | Turcja | Süper Lig    | 32    | 4      |
| 2012/13 | Crystal Palace     | Anglia | Championship | 27    | 5      |
| 2013/14 | Bolton Wanderers   | Anglia | Championship | 21    | 7      |